# 車山
車山（くるまやま）は、長野県茅野市と諏訪市の境目に位置する山。
霧ヶ峰の最高峰で、標高は1925m。

## 概要
車山一帯は車山高原（くるまやまこうげん）と呼ばれており、様々な小動物や草花などを見る事ができるレジャースポットになっていて、公園・博物館・レストラン・テニスコートやグラウンドなどの施設も備え付けられている。また、ハンググライダーやパラグライダーなどスカイスポーツも行われている｡
冬季には、車山高原スキー場としてスキーが楽しめる。シーズン前の10月頃にはフランス車のイベント、「フレンチブルーミーティング」が行われることでも有名。

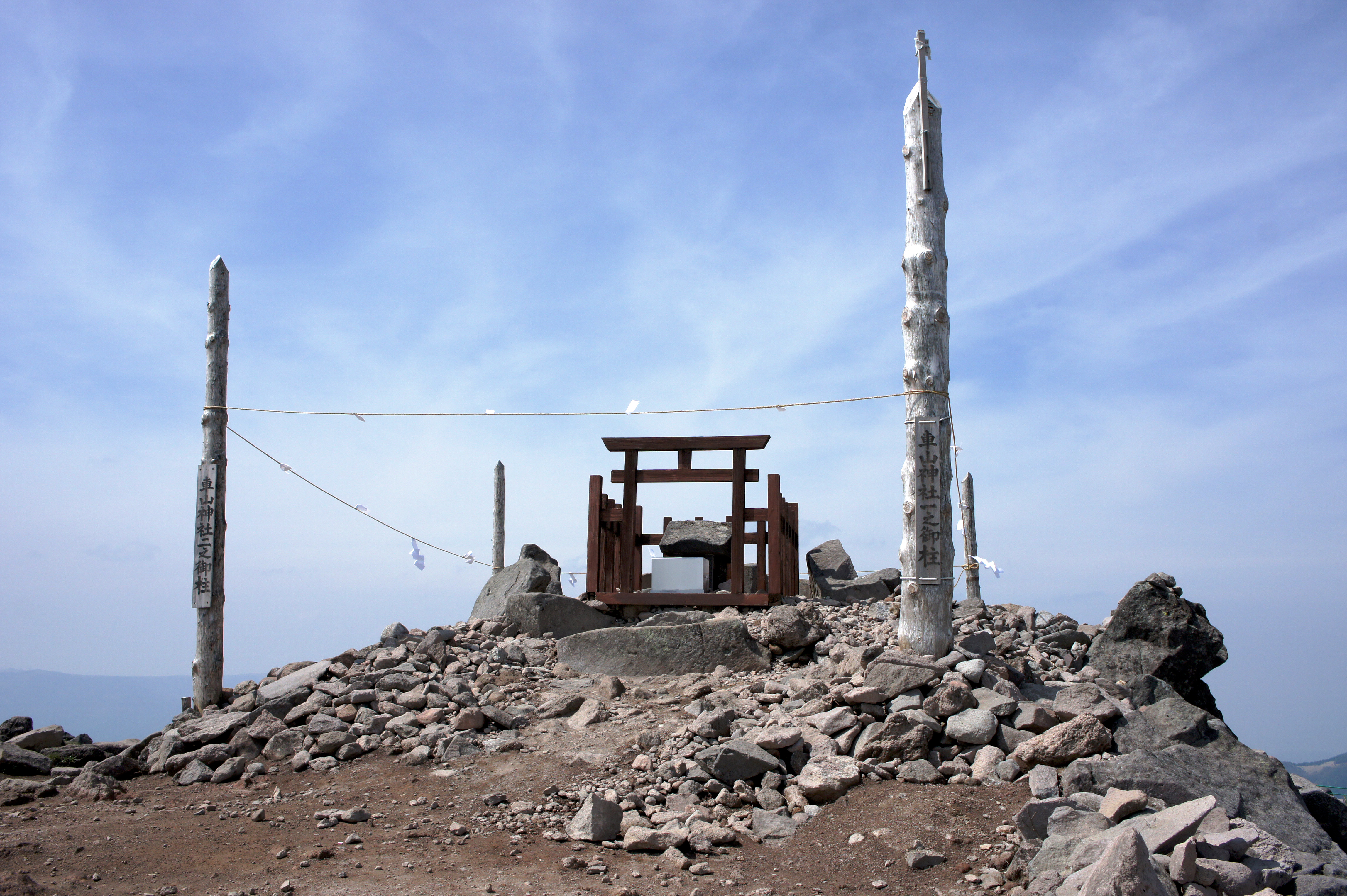
山頂の車山神社　祭神は大山祇神、建御名方神、八坂刀売神

山頂には、車山神社という小さな神社があり、その周りは4本の小さな御柱で囲まれている。諏訪大社の御柱祭が開催される年の9月に車山神社でも小宮御柱祭が開催される。これは山麓から山頂へ御柱を曳航する「天空の御柱」である。また、同じく山頂には1999年から稼動している車山気象レーダー観測所が設置されている。

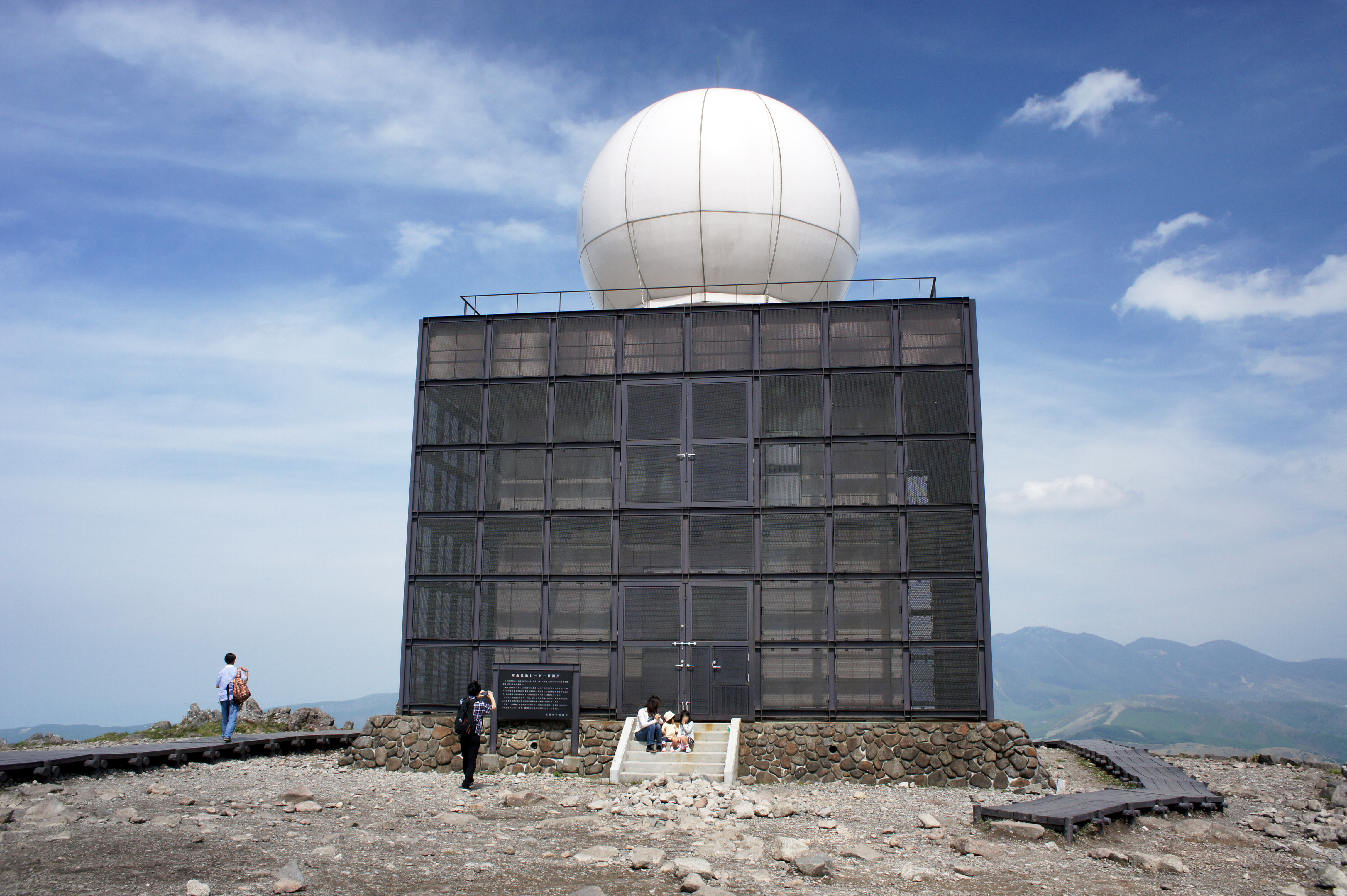
車山気象レーダー観測所

車山高原スキー場にあるリフトが夏季も運行しているので、山頂付近までリフトで登ることができ、簡単に登頂が可能。また、八島ヶ原湿原から蝶々深山（ちょうちょうみやま）、もしくは男女倉山（おめくらやま、ゼブラ山）を経て車山に至るハイキングコースがあるので、高原ハイクを楽しむことができる。なだらかで草原が多いことから、展望がよく、季節によって様々な高山植物が咲く。特に7月のニッコウキスゲは有名。

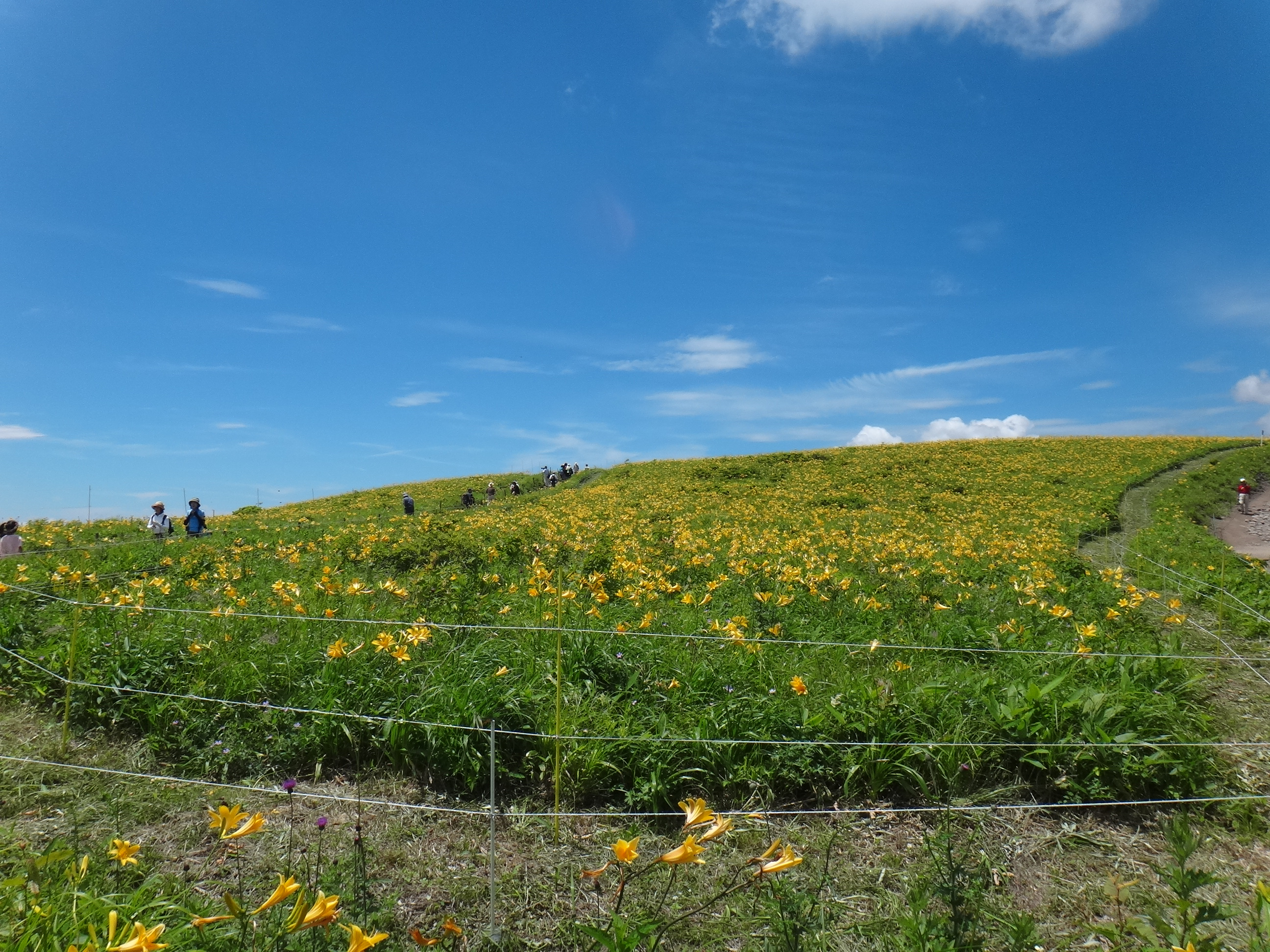
車山肩のニッコウキスゲ

また、車山高原は「恋人の聖地プロジェクト」指定の地域遺産となっている。

## 伝承
車山には「テンゴン様」（=天狗）にまつわる民話が伝わる。『信州の民話伝説集成 南信編』より、茅野市柏原に伝わる3種類の民話を紹介する。
おはん女様（おはんにょさま）
天狗攫いに遭い消息を絶った少女「おはん」。数十年後、彼女の姿が車山で目撃される。祈祷して彼女に問いかけると、彼女はいま雲に乗ってテンゴン様の使いをしているといい、車山へ移動する雲を見かけたら線香を立てて欲しいと告げた。
テンゴン様のねじり木
車山で薪採りをしている男に、テンゴン様が八ヶ岳へ火事を報せに行くよう依頼をする。テンゴン様が対価として用意した薪の切り口を見ると「ねじり切って」あった。このことから、「テンゴン様のねじり木」は乱暴に作った薪の代名詞となった。
福次荒れ（ふくじあれ）
車山で炭焼きをしていた男「福次」に、煙たいから手を止めるようにとテンゴン様が告げる。意に介さないでいると、たちまち荒天となり、洪水で川を渡ることができなくなったため、福次は大変な大回りをして家に帰った。このことから、山の急な荒天を「福次荒れ」と呼ぶようになった。
川の増水にまつわる天狗伝説は『白樺湖―白樺湖のあゆみ―』にも記載がある。あらすじは以下の通りである。
柏原の百姓「茂衛門」は無口ながら働き者であった。長梅雨で増水していた音無川・車沢川を渡った先の車山で馬草刈りをしていると、自分の名を呼ぶ声に気付く。その声は次第に語気が強まり、茂衛門は気味悪がってその場から立ち去った。車沢川に戻ると水位はいつになく増しており、茂衛門が渡り終えたとたんに橋が流されて無くなってしまった。茂衛門は山で耳にした声を「天狗様のお告げ」であると確信し、戦慄しつつ家路についた。柏原には天狗を祀った祠が複数あり、その一つが車沢の上流にあるという。
塩沢地区に伝わる話によると車山の天狗は「いいてんぐ」であったようで、子供らの遊び相手となり、日が暮れると家に帰してやるという。
豆本『中部地方の炉辺伝説 巻の六 車山の天狗』に収録された物語のあらすじを紹介する。
岡谷の若い木こり「仁兵」は弁当に白黒の豆を付けるほどの囲碁好きであった。ある日、その弁当がカラスに盗まれてしまう。車山まで追いかけると、仁兵の弁当で碁を打つ天狗とカラスがいた。仁兵も輪に加わり、勝負に夢中のまま現世では3年の月日が流れた。仁兵は帰らぬ人として墓標が立ち、恋仲にあった「おかね」は隣村に嫁ぐこととなった。婚礼の祭り騒ぎに気付いた仁兵は急いで村に戻るが、仁兵を見た村人はみな驚き震えおののいた。仁兵の姿は天狗そのものになっていたのである。「仁兵天狗」はおかねが乗る駕籠に赤い布を掛けると、山へと飛び去った。安堵した村人が駕籠を開けるとおかねの姿はなく、残されていたのは数粒の白黒の豆だけだった。

## ギャラリー

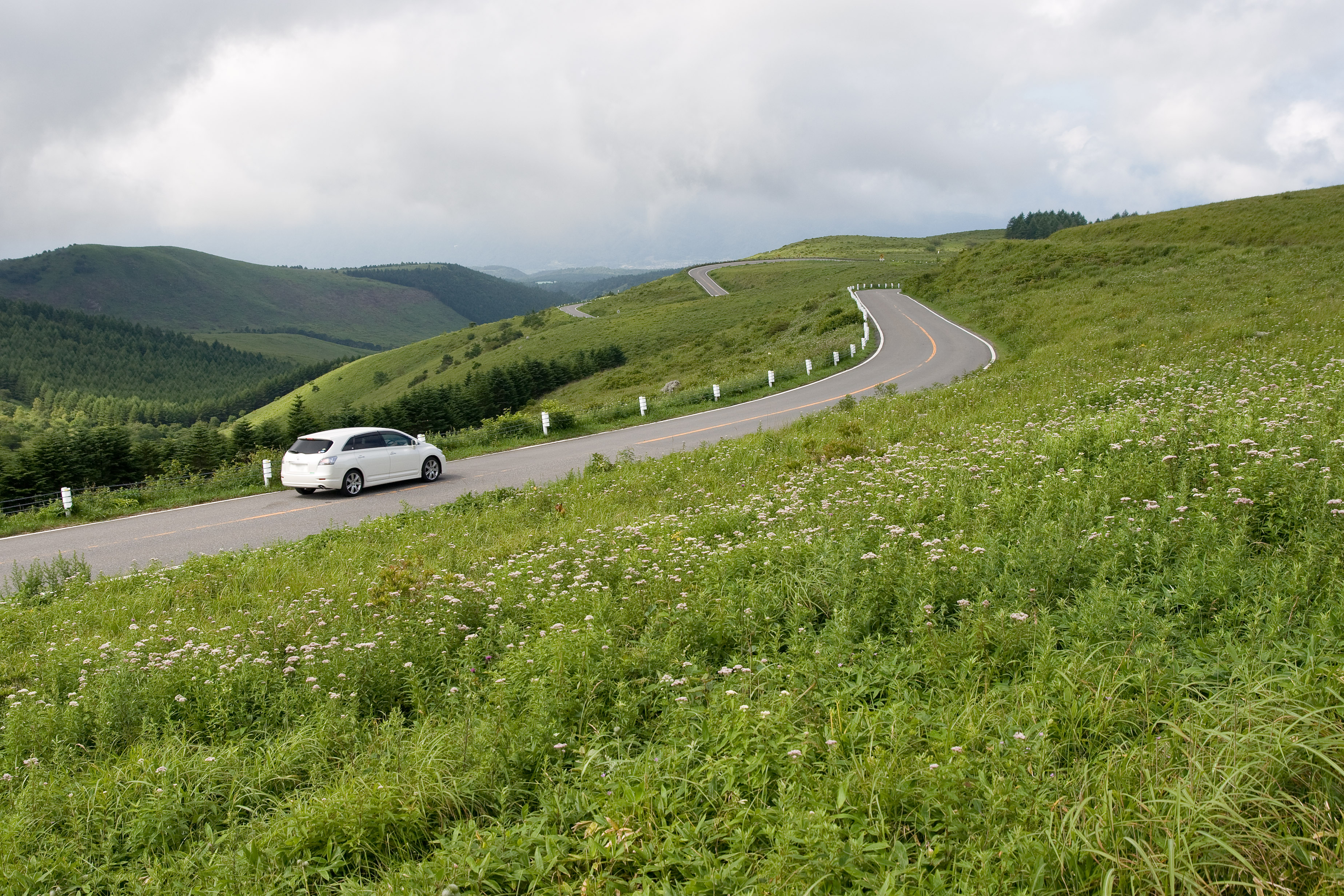
車山高原を通るビーナスライン
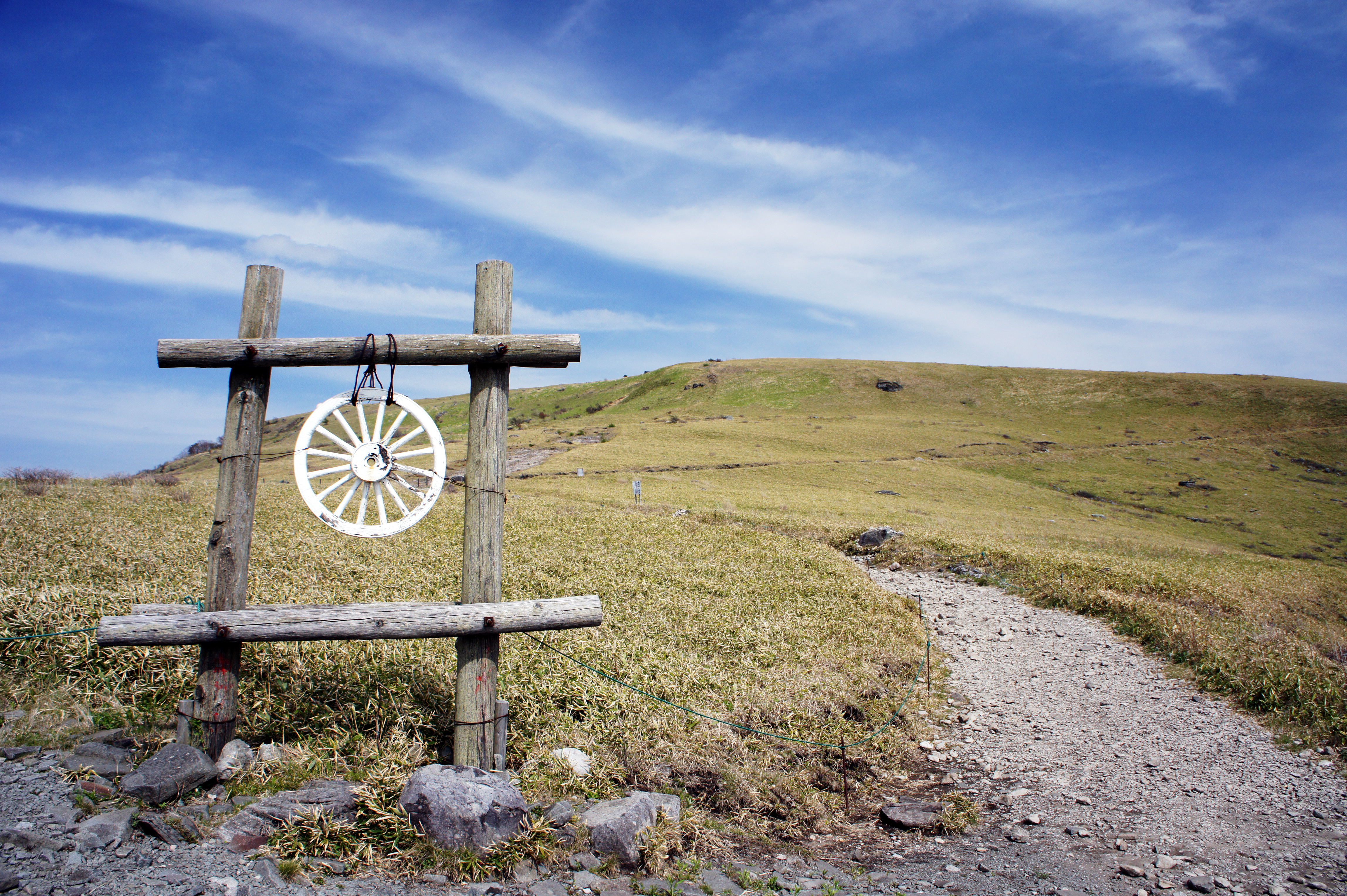
車山肩にある車輪
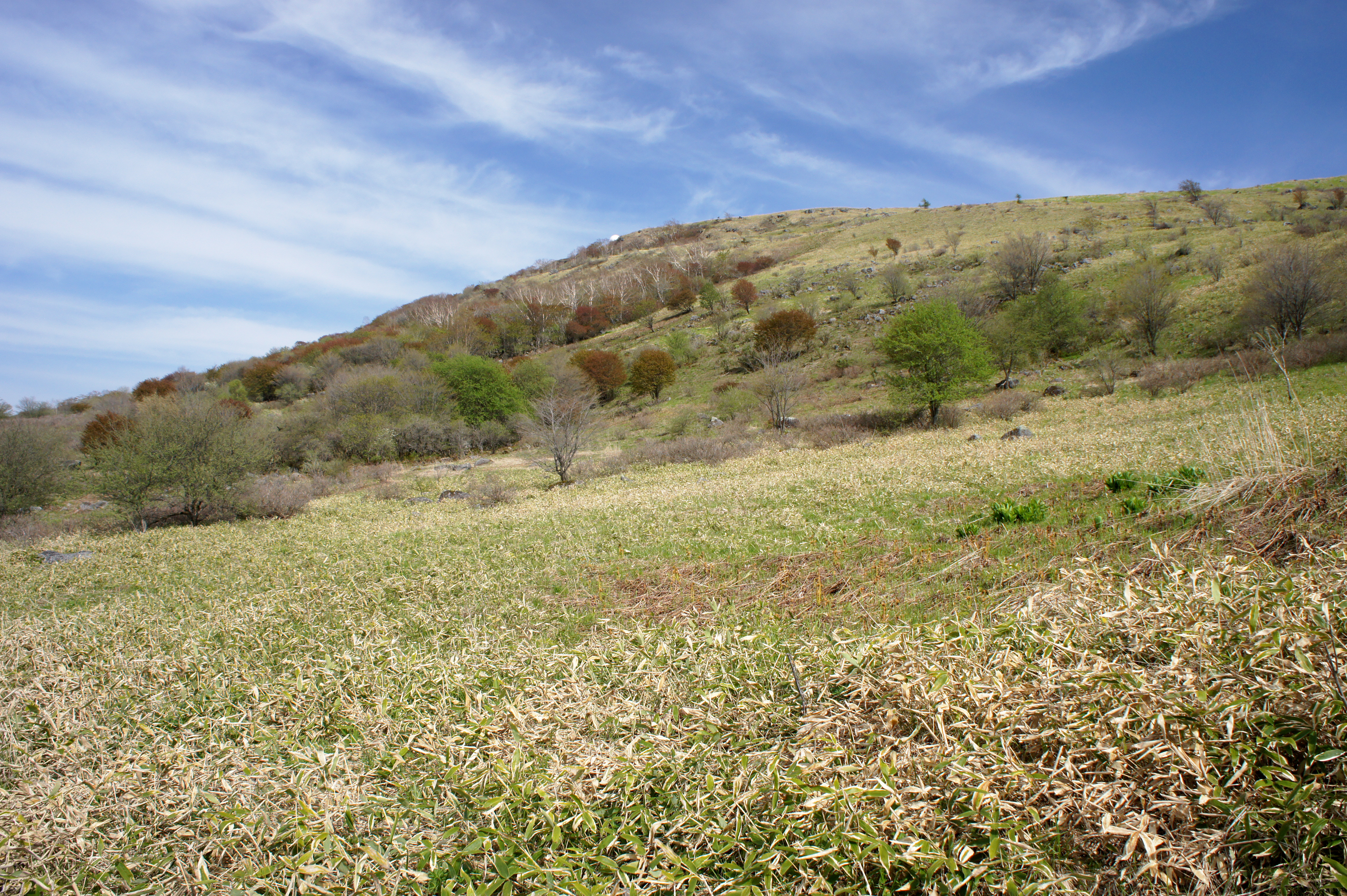
車山湿原から望む山頂
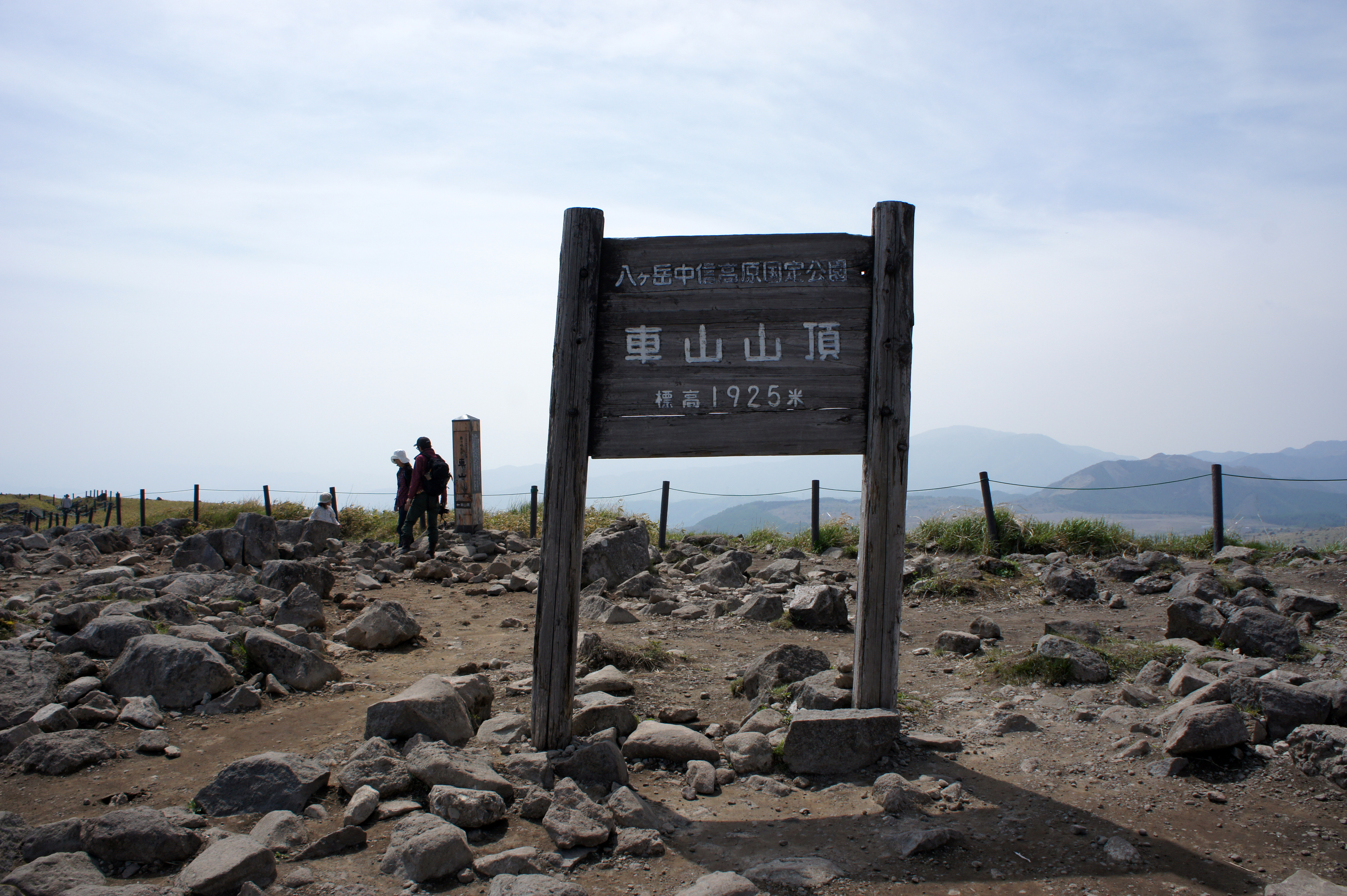
山頂
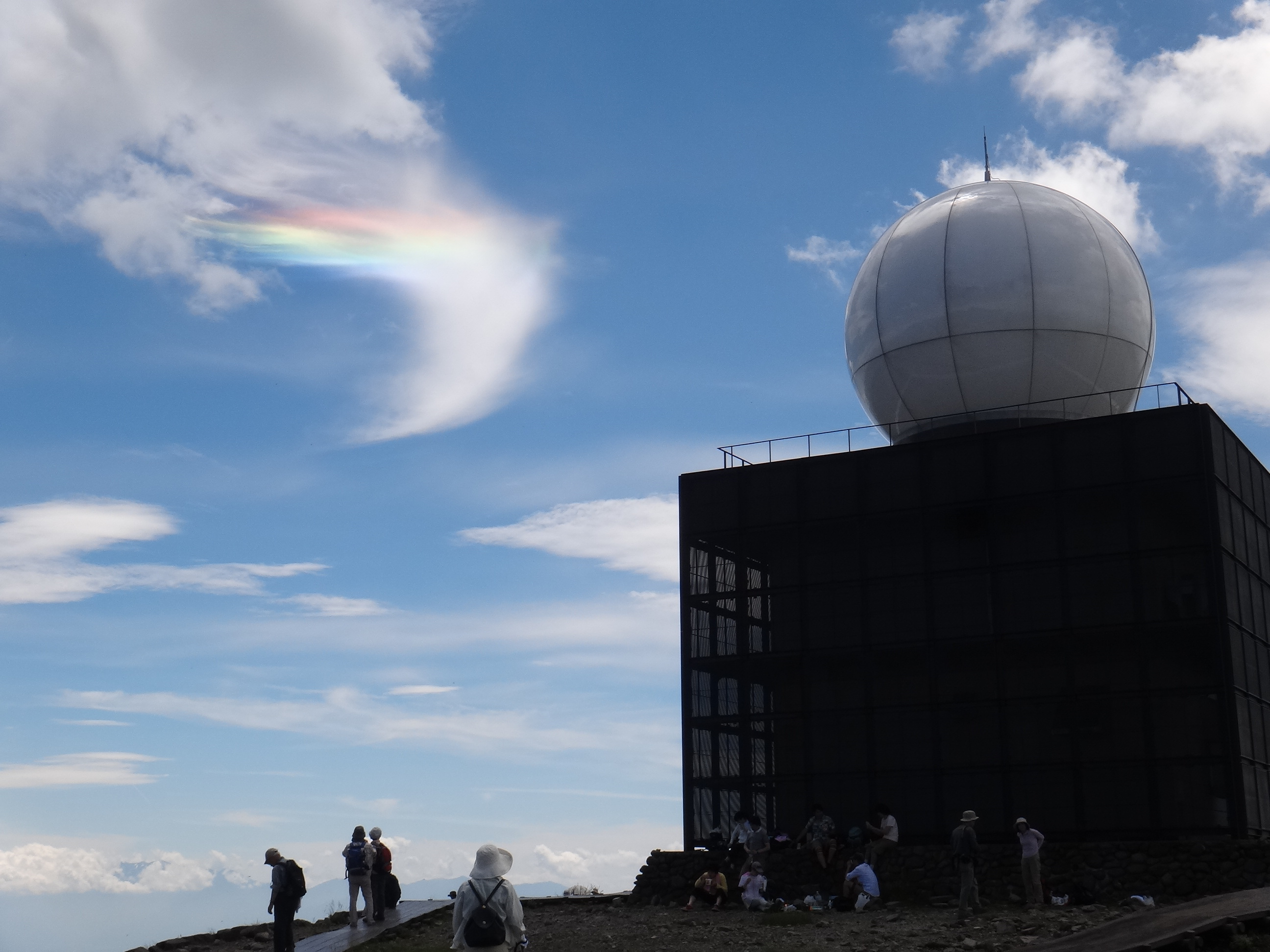
車山から見た環水平アーク